# Buriti dos Montes
Pour les articles homonymes, voir Buriti.
Buriti dos Montes est une municipalité brésilienne située dans l'État du Piauí.